# Головнины
Головнины — древний русский дворянский род, из новгородских бояр.
Фамилия Головнины, одного происхождения, разделилась на 2 ветви:
1. Старшая ветвь происходит от Игнатия Ивановича, сына Ивана Головни (Герб. Часть IX. № 59).
2. Младшая Ветвь происходит от Василия Ивановича, внука того же Ивана Головни (Герб. Часть VIII № 66)[1].

Есть ещё один род дворян Головниных, записанный во II часть родословной книги Харьковской губернии.

## Происхождение и история рода
Никита Головня, боярин новгородский (около 1389), предводительствовал новгородским войском, разбившим (1401) под Холмогорами войско Великого князя Московского Василия I Дмитриевича, предводимое приверженцем Москвы новгородским боярином Анфалом.
Родоначальник двух ветвей рода — Иван Головня, живший (около 1500), два его сына Ивана служили при великом князе Василии III Ивановиче по Великим Лукам. Царь Иван IV Васильевич Грозный перевёл Ивана Большого в Рязань, а Ивана Меньшого в Тулу.
1. Потомок Ивана Большого Головнина, Игнатий Тарасьевич († 1652) и брат его Павел Тарасьевич за храбрость и за верность отечеству в Смутное время, за московское осадное сидение, пожалованы вотчинами (1608) от царя Василия Шуйского, которые были подтверждены грамотами царя Михаила Федоровича (1614—1638). От Тараса Ивановича Головнина происходил вице-адмирал Василий Михайлович, имевший единственного сына, Александра Васильевича. Этот род Головниных записан в VI часть родословных книг Тамбовской, Рязанской[2], Ярославской и Пензенской губерний.
2. Другая ветвь рода Головниных ведёт начало от племянника Игнатия Тарасьевича († 1652) Богдана Ивановича, владевшего (1590-х) поместьями в Зарайском, Пронском и Ряжском уездах и имевшего сыновей: Григория, Никифора и Ивана Богдановичей, испомещенных (1628 — 1629) по Рязанскому уезду. Потомство Бориса, Родиона и Марка Ивановича Головниных записано в VI часть родословной книги Московской губернии[3].

Иван Иванович по прозванию Обляз воевода в Казанском походе (1544), Шведском (1549). Владимир Васильевич воевода в Шведском походе (1549). Меньшик и Беленица Фёдоровичи, Григорий Васильевич, Товарищ Григорьевич и можайский сын боярский Акоятой Иванович зачислены в состав московского дворянства (1550). Михаил Васильевич воевода в Полоцком походе (1551). Никита и Иван Мирославовичи (Мирошовичи), Никита и Наум Владимировичи убиты во время Казанского похода (1552), их имена занесены в синодик московского Успенского собора на вечное поминовение.  Иван Десятого поручился по князю М.И. Воротынскому (1566). Юрий Иванович владел поместьем в Ряжском уезде (1579-1598). Иван Давыдович осадный голова в Шацке (1582). Пять представителей рода владели поместьями в Орловском уезде (1594).
Одиннадцать представителей рода владели населёнными имениями (1699).

## Описание гербов

#### Герб. Часть VIII. № 66.
Герб рода Головниных: в щите, имеющем серебряное поле, посредине горизонтально изображена голубая полоса, на ней две львиные головы и между ними крестообразно положены золотая стрела и два старинных копья, острием обращенные вверх. Щит увенчан дворянским шлемом и короною со страусовыми перьями, на которых находится золотой крест. Намёт на щите серебряный, подложенный голубым.

#### Герб. Часть IX. № 59.
Герб потомства Игнатия Головнина: в верхней половине щита, в красном поле, означены две старинные серебряные пики и между ними на серебряной полосе, крепость чёрного цвета. В нижней половине, в зелёном поле изображены три золотых львиных головы: две вверху и одна внизу.
Щит увенчан дворянскими шлемом и короной. Нашлемник: три страусовых пера. Намёт на щите зелёный, подложенный золотом. Герб рода Головниных (старшей ветви) внесён в Часть 9 Общего гербовника дворянских родов Всероссийской империи, стр. 59 Архивная копия от 25 октября 2012 на Wayback Machine.

## Известные представители
- Головнины: Андриан Никифорович, Фёдор и Василий Ивановичи — убиты под Смоленском (1634).
- Головнин Никита — дьяк (1640-1658), ездил в Швецию (1646).
- Головнин Герасим Сергеевич — дьяк, послан с царской грамотой к шведской королеве (1651), воевода в Тобольске (1659-1664), дьяк приказа Большого дворца (1668)
- Головин Пётр Игнатьевич — московский дворянин в 1658 г.
- Головнин Михаил Никитич — стряпчий (1658-1676), ездил гонцом в Англию и Голландию (1667), стольник (1676).
- Головнин Варфоломей (Вахромей) Сергеевич — воевода в Тобольске (1659-1664).
- Головнин Иван — воевода в Соликамске (1672).
- Головнин Борис Васильевич — стольник (1676-1686).
- Головины: Петр Игнатьевич Меньшой, Павел Игнатьевич, Иван Семёнович, Григорий Фёдорович — московские дворяне (1672-1677).
- Головнин Борис — стольник и полковник, воевода в Царицыне (1684).
- Головин Наум Михайлович — стольник царицы Прасковьи Фёдоровны (1686-1692).
- Головнины: Моисей и Пантелей Петровичи, Иван Фёдорович Большой, Артемий Иванович — стряпчие (1683-1692).
- Головнины: Григорий Павлович, Иван и Осип Васильевичи — стольники (1689-1692).
- Головины: Фёдор Баженович, Тимофей и Михаил Фёдоровичи — московские дворяне (1692).
- Головнин Николай Куприянович — майор С-Петербургского гренадёрского полка, погиб при Кенигсварте (07 мая 1813), его имя занесено на стену храма Христа Спасителя в г. Москва[6][1][4][7].